# Zeke Jones

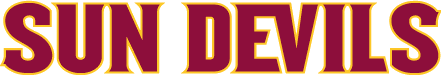
Zawodnik Arizona State Sun Devils

Larry Lee „Zeke” Jones (ur. 2 grudnia 1966 w Ypsilanti) – amerykański zapaśnik w stylu wolnym. Srebrny medalista Igrzysk Olimpijskich w Barcelonie 1992 w kategorii do 52 kg. Złoty i brązowy medalista mistrzostw świata. Złoty medalista igrzysk panamerykańskich z 1995 roku, brązowy z 1991. Medalista mistrzostw panamerykańskich. Pierwsze miejsce w Pucharze Świata w 1991, 1993, 1994 i 1995.
Po zakończeniu kariery trener zapasów. Prowadził olimpijską reprezentację USA.
Zawodnik Huron High School z Ann Arbor i Arizona State University. Trzy razy All-American (1988–1990) w NCAA Division I, drugi w 1990; czwarty w 1989 i szósty w 1988 roku.